# Гавань (Киринський район)
Га́вань (рос. Гавань) — село у складі Киринського району Забайкальського краю, Росія. Адміністративний центр та єдиний населений пункт Гаваньського сільського поселення.

## Населення
Населення — 358 осіб (2010; 565 у 2002).
Національний склад (станом на 2002 рік):
- росіяни — 98 %